# Іллерріден
Іллерріден (нім. Illerrieden) — громада в Німеччині, знаходиться в землі Баден-Вюртемберг. Підпорядковується адміністративному округу Тюбінген. Входить до складу району Альб-Дунай.
Площа — 18,17 км2. Населення становить 3367 ос. (станом на 31 грудня 2020).